# 우리들의 일그러진 영웅
《우리들의 일그러진 영웅》( - 英雄, Our Twisted Hero)은 이문열의 소설이다. 정치, 권력 등의 주제를 초등학교 교실을 배경으로 다루고 있다. 1987년 이상 문학상을 수상했다. 1992년 영화로 제작되었으며 외국어로도 번역되었다.

## 줄거리
자유당 정권이 마지막 기승을 부리던 1950년대. 잘나가는 공무원 아버지의 전근으로 화려한 서울에서 초라한 시골동네로 전학오게 된 열두 살 소년 한병태. 하지만 서울에서의 안락한 생활이 몸에 베인 병태에게 새로운 학교는 촌동네로밖에 보이지 않았다. 그리고 도시 아이를 외국인 보는 눈빛으로 보는 반 아이들도 학생들에게 좀체 살갑게 관심을 보이지 않는 선생님들도 못마땅하기만 했다. 그중에서도 가장 이해할 수 없었던건 그 반의 급장 엄석대였다.
선생님들에게는 공부도 잘할뿐만 아니라 굉장히 모범적이고 훌륭한 아이라고 칭찬받고 담임 선생님에게는 무조건적인 신뢰라는 배경이 있지만 실상은 폭력과 강압, 급장이란 권력으로 반 아이들을 지배하고 있었고 아이들은 이런 석대가 무섭다는 이유로 또 다른 아이들도 모두 다 한다는 이유로 그에게 맹목적으로 충성하기 시작한다. 그리고 이를 저항한 병태에겐 무자비하게 불리한 상황들만이 닥칠 뿐이었다. 그러던 어느날, 유리창 청소를 계기로 이런 불리함은 말끔히 사라졌다. 이때부터 석대는 그간 눈엣가시처럼 여기던 병태를 사뭇 다르게 대했고 병태는 하루아침에 돌변한 석대가 의심스러웠지만 딱히 기분나쁘진 않았기에 캐묻진 않는다.
그런데 어느날 병태는 충격적인 실태를 목격한다. 시험시간, 한 아이가 시험지 위칸에 적힌 자기 이름을 지우고 엄석대의 이름을 쓰기 시작한 것이다. 이후 병태는 남몰래 그 아이를 불러내 꼬치꼬치 캐물었고 아이로부터 뜻밖의 이야기를 듣는다. 사실 석대의 공부비결은 자신의 실력이 아닌 '대리시험'이었다. 과목마다 셔틀을 한명씩 뽑은 다음 시험지를 낼때 자기 이름이 아닌 석대의 이름으로 제출하게 한 것이다. 게다가 석대는 의심을 피하기 위해 한두과목 정도는 스스로 치기까지 하며 무척이나 세밀한 방법으로 선생님들을 속여왔다. 병태는 당장이라도 이를 고발해야 할지 고민했지만 그랬다간 예전보다 더한 상황에 놓여질거라 생각해 애써 무시한다.
1년후, 6학년이 된 병태와 석대는 또한번 같은반이 됐고 젊은 남교사가 담임으로 부임해온다. 그런데 새로운 담임은 작년 담임과는 달리 급장선거때 만장일치로 석대만 뽑는것, 2년동안 전교1등을 놓친적이 없다는 우등생이란 아이가 수업시간에 시키는 간단한 산수문제를 못풀어서 쩔쩔매는것, 학생인 그가 선생처럼 아이들에게 매질을 하는 것 등등을 계기로 알려진것과 실제 행동이 전혀 다른 석대를 수상히 여겼고 석대 역시 나름의 꼼수를 부려가며 레이다망을 벗어나려고 했지만 꼬리가 길면 잡히는 법. 그의 부정행각은 만천하에 드러나게 됐다.
새학기가 되고 얼마안있어 시험을 치렀는데 역시나 석대가 전교 1등을 했고 다른 공부 잘하는 아이들은 모두 10등 밖으로 밀려났다. 뿐만 아니라 석대 시험지에는 다른 이름을 쓰다 지워진 자국이 나왔다. 예리한 직감을 가진 담임은 단박에 석대가 술수를 부려 시험 성적을 조작했음을 알고 석대와 여태껏 그의 부정행위를 고발하기는커녕 같이 동조한 아이들도 혼을 내기 시작했다. 더군다나 나중에는 그를 따르던 아이들마저도 석대를 흉보며 욕하기 시작했고 이렇게 수년간 건재했던 석대의 왕국은 하루아침에 무너졌고 견디다 못한 석대는 교실 문을 열고 뛰쳐나가 버린 후 끈질기게 반 아이들을 괴롭히다가 행방불명됐다. 그로부터 수십년 후, 학원 영어 교사가 된 병태는 가족여행을 갔다가 열차에서 잡혀가는 석대를 보고 저녁에 술을 마시고 눈물을 흘리며 이야기는 마무리된다.

## 등장인물
- 한병태

소설의 주인공이자 화자. 처음에는 독재자로 군림하는 석대를 못마땅하게 여기며 이를 바로잡으려 했지만 선생님들에게까지 두터운 신임을 얻은 석대의 힘에 굴복해버렸고 이후 권력의 달콤한 맛에 빠져버려 석대와 하나도 다를 것이 없는 비굴한 아이로 급변한다. 마지막 순간까지도 석대의 잘못을 고발하지 않았다. 그 날 이후 사라진 석대를 궁금해 한다.
- 엄석대

소설의 또 다른 주인공. 선생님들에겐 공부도 잘할뿐만 아니라 급장으로써 반 아이들을 잘 챙기는 모범적인 아이로 알려져 있지만 사실은 폭력과 권력으로 아이들을 군림하는 독재자나 다를바 없는 인물. 5학년 때까지만 해도 보기 좋게 모두를 속이며 자신의 실체를 고발하려는 병태까지 매수하는데 성공했지만 6학년때는 새로운 담임의 예리한 눈썰미로 인해 모든 부정행각이 들통 나버렸다. 학교를 몇 년 유급했는지 또래 아이들보다 3~4살 정도 많다고 나온다. 부정 행각이 들통나서는 종적을 감췄다.
- 최성식(5학년 담임 선생님)

병태와 석대의 5학년 담임. 나이 지긋한 중년인데 아이들을 그렇게 살갑게 챙기는 편이 아니었다. 석대를 무조건적으로 신뢰하고 있으며 병태의 말을 듣고 간단한 설문 조사를 하지만 병태를 제외한 모든 아이들이 백지로 내는걸 보곤 오히려 병태를 고자질쟁이로 몰아간다. 당연히 석대의 실체는 학년이 끝날 때까지 몰랐다.
- 김정원(6학년 담임 선생님)

병태와 석대의 6학년 담임. 부임한 지 얼마 안 된 젊은 교사이며 작년 담임과는 다르게 알려진 평판과 실제로 하는 행동이 전혀 다른 석대를 수상히 여긴다. 그리고 한 시험을 통해 석대의 실체를 알고는 그에게 매질을 가한다. 이후 당연한 걸 빼앗기고도 분해할 줄 모르는 아이들을 올바른 길로 인도해 준다. 영화판에선 수 십 년 후 재등장했는데 삐뚤어지는 아이들을 바로 잡던 올바른 교사는 온데 간데 없이 권력자들에게 갖은 아부를 떨어대는 국회의원으로 변해 있었다.

### 기타 등장인물
- 박원하, 황영수, 김치규, 김문세 외 2명

우등생들로, 정답률이 낮은 석대의 시험지와 정답률이 높은 자신의 시험지에 적힌 이름을 바꿔치기 하면서 석대의 시험 성적을 올려준 인물들이다. 6학년 담임 선생님에게 석대의 실체를 까발리는데 기여를 했지만, 돌아오는 건 매질이었다. 병태와 함께 석대와 매우 친했던 7인방이었다.
- 한병태의 아버지

병태의 아버지로, 서울의 좋은 직장에 다니고 있었지만, 직장에서 잘림으로서 실업자가 되어 가족들과 외진 시골 마을로 이사를 간다. 병태가 전학 온지 얼마 안 되었을 때 석대의 부정 부패에 대해 얘기하자 오히려 석대를 훌륭한 인물로 생각했다.
- 한병태의 어머니

병태의 어머니로, 병태가 2번째로 석대에 대해 호소할 때 직접 학교에 나서는 등의 적극적인 태도를 보였다. 하지만 5학년 담임 선생님과의 대화를 가지고 집으로 돌아가서 병태에게 호통을 쳤다.
- 시골 초등학교[내용 1] 2반 아이들

병태네 반 아이들로, 석대에게 많이 이용당했다. 나중에는 석대의 뒤통수를 친다.
- 윤병조

자신의 아버지 몰래 아버지가 잠시 서울로 간 사이 아버지의 값진 라이터를 학교에 들고와서 자랑하다가 석대에게 뺏긴 아이로, 병태의 지혜 덕분에 돌려받았다.
- 체육부장

석대에게 충성했던 아이이다.
- 임만순

병태에게 물을 떠오라고 시켰던 아이이다.
- 엄석대의 어머니

석대의 어머니로, 남편을 일찍 잃어서 개가하고 석대의 조부모님에게 석대를 맡겼었다. 석대가 나락의 길을 걷게 되며 어머니가 있는 고향으로 돌아가면서 석대와의 연을 잇고 있는 것으로 보인다.
- 한준태

병태의 4살 어린 남동생이다.
- 한병태의 아내, 한영지, 한병태의 아들

병태의 소가족 구성원들로, 1남 1녀를 두고 있다.

## 같이 보기
- 한국 문학

### 내용주
1. ↑  교명이 시골초등학교인 것이 아니다.